# RPM (tidning)
RPM var en kanadensisk musiktidning som startades av Walt Grealis och gavs ut 24 februari 1964–13 november 2000.
RPM stod för Records, Promotion, Music (svenska: 'skivor, marknadsföring, musik'), som är en ordlek med engelskans "revolutions per minute". Tidskriften hade med årens lopp ibland titlar som RPM Weekly och RPM Magazine. Tidningen hade flera formatlistor, bland annat singeltopp (alla genrer), Adult Contemporary, Rock, (rock, alternativ rock) och country.
Priset Juno Awards ursprung kommer ur en årlig tävling som RPM hade sedan premiäråret.
The RPM Awards blev priset  Gold Leaf Awards 1970, och blev Juno Award följande år.

### Fotnoter
1. ↑  Green, Richard. ”The RPM story” (på engelska). Library and Archives Canada. Gouverment of Canada. http://www.bac-lac.gc.ca/eng/discover/films-videos-sound-recordings/rpm/Pages/rpm-story.aspx. Läst 4 december 2017.
2. ↑  Young, David (30 juni 2005). ”The CBC and the Juno Awards”. Canadian Journal of Communication "30" (3):  ss. 343–365. https://cjc.utppublishing.com/doi/full/10.22230/cjc.2005v30n3a1549. Läst 1 januari 2008.